# 萊盧島
萊盧島是西太平洋島國密克羅尼西亞聯邦的環礁，屬於加羅林群島的一部分，長1.5公里、寬0.7公里，面積1平方公里，最高點海拔高度109.7米，1980年人口1,594。
5°20′N 163°02′E / 5.333°N 163.033°E